# Serrières-en-Chautagne
Serrières-en-Chautagne är en kommun i departementet Savoie i regionen Auvergne-Rhône-Alpes i sydöstra Frankrike. Kommunen ligger i kantonen Ruffieux som tillhör arrondissementet Chambéry. År 2022 hade Serrières-en-Chautagne 1 161 invånare.

## Befolkningsutveckling
Antalet invånare i kommunen Serrières-en-Chautagne
| Referens: INSEE |